# Championnat de Pologne de football 1987-1988
Navigation
Édition précédente Édition suivante
La saison 1987-1988 du championnat de Pologne est la soixantième saison de l'histoire de la compétition. Cette édition a été remportée par le Górnik Zabrze pour la quatrième fois consécutive, devant le GKS Katowice.

## Les clubs participants
| Club                  | Ville        |
| --------------------- | ------------ |
| Bałtyk Gdynia         | Gdynia       |
| GKS Katowice          | Katowice     |
| Górnik Wałbrzych      | Wałbrzych    |
| Górnik Zabrze         | Zabrze       |
| Jagiellonia Białystok | Białystok    |
| Lech Poznań           | Poznań       |
| Lechia Gdańsk         | Gdańsk       |
| Legia Varsovie        | Varsovie     |
| LKS Łódź              | Lódź         |
| Olimpia Poznań        | Poznań       |
| Pogoń Szczecin        | Szczecin     |
| Sląsk Wrocław         | Wrocław      |
| Stal Stalowa Wola     | Stalowa Wola |
| Szombierki Bytom      | Bytom        |
| Widzew Łódź           | Lódź         |
| Zagłębie Lubin        | Lubin        |

## Compétition

### Classement
| Rang | Équipe                    | Pts | J  | G  | N  | P  | Bp | Bc | Diff |
| ---- | ------------------------- | --- | -- | -- | -- | -- | -- | -- | ---- |
| 1    | Górnik Zabrze (T)         | 51  | 30 | 19 | 7  | 4  | 65 | 30 | +35  |
| 2    | GKS Katowice              | 40  | 30 | 14 | 9  | 7  | 40 | 23 | +17  |
| 3    | Legia Varsovie            | 39  | 30 | 15 | 8  | 7  | 39 | 27 | +12  |
| 4    | ŁKS Łódź                  | 39  | 30 | 16 | 5  | 9  | 40 | 29 | +11  |
| 5    | Widzew Łódź               | 31  | 30 | 8  | 15 | 7  | 28 | 24 | +4   |
| 6    | Śląsk Wrocław             | 29  | 30 | 9  | 11 | 10 | 31 | 32 | -1   |
| 7    | Szombierki Bytom (P)      | 29  | 30 | 10 | 10 | 10 | 28 | 29 | -1   |
| 8    | Jagiellonia Białystok (P) | 29  | 30 | 11 | 7  | 12 | 24 | 25 | -1   |
| 9    | Lech Poznań (C)           | 28  | 30 | 10 | 9  | 11 | 29 | 30 | -1   |
| 10   | Pogoń Szczecin            | 28  | 30 | 12 | 5  | 13 | 32 | 36 | -4   |
| 11   | Zagłębie Lubin            | 26  | 30 | 8  | 11 | 11 | 23 | 25 | -2   |
| 12   | Lechia Gdańsk             | 26  | 30 | 6  | 14 | 10 | 18 | 26 | -8   |
| 13   | Olimpia Poznań            | 24  | 30 | 7  | 11 | 12 | 36 | 46 | -10  |
| 14   | Górnik Wałbrzych          | 24  | 30 | 6  | 11 | 13 | 24 | 36 | -12  |
| 15   | Bałtyk Gdynia (P)         | 21  | 30 | 9  | 6  | 15 | 27 | 41 | -14  |
| 16   | Stal Stalowa Wola (P)     | 16  | 30 | 6  | 9  | 15 | 31 | 56 | -25  |

| Légende | Légende                                                                                      |
| ------- | -------------------------------------------------------------------------------------------- |
|         | Coupe des clubs champions européens 1988-1989 (1er tour)                                     |
|         | Coupe d'Europe des vainqueurs de coupe 1988-1989 (1er tour)                                  |
|         | Coupe UEFA 1988-1989 (1er tour)                                                              |
|         | Barrage de maintien                                                                          |
|         | Relégué en II Liga                                                                           |
|         | (T) : Tenant du titre 1986-1987 (C) : Vainqueur de la Coupe de Pologne 1987-1988 (P) : Promu |

### Barrages
|  | Barrages         |   |   |
|  |                  |   |   |
|  |                  |   |   |
|  |                  |   |   |
|  | Górnik Wałbrzych | 2 | 2 |
|  | Górnik Wałbrzych | 2 | 2 |
|  | Zagłębie Lubin   | 1 | 2 |
|  | Zagłębie Lubin   | 1 | 2 |

|  | Barrages       |   |   |
|  |                |   |   |
|  |                |   |   |
|  |                |   |   |
|  | Olimpia Poznań | 1 | 2 |
|  | Olimpia Poznań | 1 | 2 |
|  | Lechia Gdańsk  | 0 | 2 |
|  | Lechia Gdańsk  | 0 | 2 |

## Bilan de la saison
| Tableau d'Honneur |               |
| Compétition       | Vainqueur     |
| I Liga            | Górnik Zabrze |
| Coupe de Pologne  | Lech Poznań   |

| Promotions et relégations |                                                              |
| Relégués en II Liga       | Zagłębie Lubin Lechia Gdańsk Bałtyk Gdynia Stal Stalowa Wola |
| Promus de II Liga         | Ruch Chorzów GKS Jastrzębie Stal Mielec Wisła Cracovie       |

| Qualifications européennes 1988-1989   |                             |
| Coupe des clubs champions européens    | Qualifié                    |
| 1er tour                               | Górnik Zabrze               |
| Coupe d'Europe des vainqueurs de coupe | Qualifié                    |
| 1er tour                               | Lech Poznań                 |
| Coupe UEFA                             | Qualifiés                   |
| 1er tour                               | GKS Katowice Legia Varsovie |

## Meilleurs buteurs
| # | Joueur               | Équipe         | Buts |
| - | -------------------- | -------------- | ---- |
| 1 | Dariusz Dziekanowski | Legia Varsovie | 20   |
| 2 | Jan Furtok           | GKS Katowice   | 18   |
| 3 | Jan Urban            | Górnik Zabrze  | 17   |